# Rodrigo José Lima dos Santos
Rodrigo José Lima dos Santos - alias Lima - (Monte Alegre, 11 augustus 1983) is een voormalig Braziliaans voetballer die bij voorkeur als aanvaller speelt.

## Clubcarrière
Lima maakte in 2003 zijn debuut in het seniorenvoetbal. In de daaropvolgende zes jaar speelde hij voor negen verschillende Braziliaanse clubs, met één tussenstop bij FC Vizela in Portugal. In 2009 vertrok hij opnieuw naar Portugal om voor Belenenses  uit te komen. Nadat Lima met de club degradeerde, tekende hij in juli 2010 een driejarig contract bij SC Braga. Daarvoor scoorde hij op 24 augustus 2010 als invaller een hattrick in de derde voorronde van de UEFA Champions League, tegen Sevilla. Na een derde plek in de poulefase speelde hij na de winter met Braga verder in de UEFA Europa League, waarin hij met zijn ploeggenoten de finale haalde. Landgenoot FC Porto won die met 1-0. In zijn tweede seizoen voor Braga maakte Lima twintig competitiedoelpunten. Braga eindigde als derde in de competitie en mocht zo opnieuw aan de voorrondes voor de UEFA Champions League deelnemen.

### SL Benfica
Op 31 augustus 2012, de laatste dag van de zomerse transferperiode, tekende Lima een vierjarig contract bij SL Benfica. Hij scoorde in zijn eerste twee wedstrijden. Op 26 januari 2013 scoorde hij zijn achtste doelpunt van het seizoen tegen zijn ex-club SC Braga. Dankzij het doelpunt van Lima won Benfica met 2-1. Op 30 maart 2013 scoorde hij een hattrick tegen Rio Ave. Lima speelde in drie jaar 89 competitiewedstrijden voor Benfica, waarin hij 53 keer scoorde. Hij werd in zowel het seizoen 2013/14 als in dat van 2014/15 landskampioen met de club, won daarmee in 2013/14 de Taça de Portuga en in zowel 2013/14 als 2014/15 de Taça da Liga. In 2014 won hij ook de supercup. Lima bereikte met Benfica in zowel het seizoen 2012/13 als in dat van 2013/14 de finale van de UEFA Europa League, zijn tweede en derde. Ook deze gingen allebei verloren. In de eerste finale was Chelsea met 1-2 de betere, de tweede ging na 0-0 door middel van strafschoppen verloren tegen Sevilla. Lima schoot zelf de eerste penalty binnen, maar twee van zijn ploeggenoten misten.

### Al-Ahli
Lima liet in juli 2015 Portugal achter zich en tekende een contract tot medio 2017 bij Al-Ahli.

## Erelijst

### MetBenfica
| Nationaal         |    |                  |
| Kampioen Portugal | 2x | 2013/14, 2014/15 |
| Taça de Portuga   | 1x | 2013/14          |
| Taça da Liga      | 2x | 2013/14, 2014/15 |
| Supercup Portugal | 1x | 2014             |